# Wilhelm Heimüller
Wilhelm Heimüller (* 21. April 1878 in Schwelm; † 11. Januar 1964 in Wanne-Eickel) war ein deutscher Gewerkschafter und Politiker der KPD.

## Leben und Beruf
Heimüller besuchte von 1884 an die evangelische Volksschule in Rheydt. 1892 begann er die Lehre zum Schreiner, drei Jahre später legte er die Gesellenprüfung ab. Den erlernten Beruf übte er in mehreren Betrieben aus. Seinen Militärdienst leistete er von 1898 bis 1900 in Berlin beim Kaiser Franz Garde-Grenadier-Regiment Nr. 2. Eine berufliche Karriere beim Militär lehnte er ab.
1907 wanderte Heimüler in den Norden Afrikas aus, er betrieb eine Schreinerei in Casablanca. 1914, kurz nach Beginn des Ersten Weltkriegs, wurde er interniert, zunächst im Lager Sebdou in der algerischen Provinz Oran, danach im Lager Oase Laghuat in der Sahara, später wurde er nach Frankreich überführt.
Nach Ende des Kriegs kehrte Heimüller im November 1918 nach Deutschland zurück und übte zunächst seinen erlernten Beruf des Schreiners aus, später war er als Treppenbauer in Wanne-Eickel tätig. Während des Zweiten Weltkriegs wurde er 1940 bis 1944 als Hilfspolier und Dolmetscher dienstverpflichtet. Als solcher war er für französische Kriegsgefangene zuständig, welche in Gelsenkirchen Luftschutzbunker bauten.
Heimüller war evangelisch. Aus seiner Ehe mit Bertha, geb. Heisler, gingen drei Söhne hervor.

## Gewerkschaft
1902 trat Heimüller in die Gewerkschaft ein. Von 1905 bis 1907 war er Sekretär des Christlichen Holzarbeiterverbandes in Rheydt. Nach dem Ersten Weltkrieg war er Vorsitzender des Betriebsrats der Zeche Pluto-Thies. Nach dem Zweiten Weltkrieg war er von 1945 bis 1951 als Gewerkschaftsberater und -sekretär tätig. Er war Vorsitzender des Bezirks Wanne-Eickel/Wattenscheid der IG Bergbau und geschäftsführender Vorsitzender des DGB-Kreises Wanne-Eickel. Er setzte sich für den Wiederaufbau der Gewerkschaft ein und engagierte sich für die Arbeiterbewegung.

## Politik
Heimüller war Mitglied der KPD. Am 26. April 1946 wurde er von der britischen Militärregierung zum Oberbürgermeister von Wanne-Eickel ernannt. Er trat damit die Nachfolge von Wilhelm Jacobi an, welcher zum Oberstadtdirektor berufen wurde. Seine Amtszeit endete bereits am 22. Oktober 1946, wenige Tage nach den ersten demokratischen Kommunalwahlen. Kommunalpolitisch war er noch bis Oktober 1952 aktiv.